# Lecithocera anthologella
Lecithocera anthologella is een vlinder uit de familie van de Lecithoceridae. De wetenschappelijke naam van de soort is voor het eerst geldig gepubliceerd in 1875 door Wallengren.